# Protorhoe corollaria
Protorhoe corollaria là một loài bướm đêm trong họ Geometridae.